# Osbeckia capitata
Osbeckia capitata är en tvåhjärtbladig växtart som beskrevs av George Bentham och Wilhelm Gerhard Walpers. Osbeckia capitata ingår i släktet Osbeckia och familjen Melastomataceae. Inga underarter finns listade i Catalogue of Life.